# フリータウン半島
フリータウン半島(Freetown Peninsula)、またはシエラレオネ半島は、西アフリカシエラレオネの西部地域に位置し、同国の首都フリータウンがある半島である。半島にはシエラレオネ山脈の山々がそびえ最高峰で884mであり、いくつかの海岸地域には112もの長い砂州がある。なお、半島にはチンパンジーや鳥など野生動物も数多く生息しており自然保護区もいくつかある。気候は湿度が高く防水量は年間3000mm以上もの雨が降る。

## 歴史
1462年ポルトガル人ペドロ・ダ・シントラが到着し、半島にある山々を見てポルトガル語で「ライオン山脈」と命名した。それが現在の国名にもなっている。その後、ヨーロッパの奴隷商人がやって来て奴隷貿易として栄えていたが、18世紀に奴隷制度から解放されて自由になった黒人の移住地としてイギリスや北アメリカやジャマイカの解放奴隷達がこの半島に移住した。

## その他
シエラレオネの首都であるフリータウンは、解放奴隷達の自由の国の移住地として建設された。フリータウン半島の主な町にウォータールー、ヨーク、ヘイスティングズなどの解放奴隷達が築いた町や村があり、フリータウン郊外にはウェリントン工業団地などがある。
解放奴隷の移住地だったフリータウン半島には現在もその解放奴隷の子孫が半島に住み、クリオ・ビレッジと呼ばれる村々を築いている。クリオとはシエラレオネのクレオールの事で、リージェント村、バサースト村、シャーロット村の3つの村は正当なクリオの村である。半島にあるヒル・ステーションと呼ばれるところは、イギリス植民地時代の白人入植者の指導者の居住区であり、マラリアを媒介するハマダラカから逃げるためこの地に居住を構えたのである。なお、白人入植者の多くはマラリアなどの病気で命を落とす者が後を絶たず、シエラレオネは白人の墓場と呼ばれていた。
フリータウン半島の主な見所。フリータウン半島は西アフリカで最も美しいと言われる海岸がいくつかあり、かつて、ヨーロッパや欧米などから訪れる、シエラレオネのリゾート地だった。内戦時、観光に大きな影響が出たが、内戦終結した現在では平穏である。ルムニービーチ、リバー・ナンバー・ツー・ビーチ、ラッカービーチなどが有名なビーチでビーチにはリゾートホテルもいくつか建っている。